# Христос Прандунас
Христос Франгиску Прандунас или капитан Капсалис (на гръцки: Χρήστος Φραγκίσκου Πραντούνας, Καπετάν Καψάλης) е гръцки офицер и революционер, деец на Гръцката въоръжена пропаганда в Македония от началото на XX век.

## Биография
Христос Прандунас е роден през 1873 година в Лехена, Гърция, където баща му Франгискос е мирови съдия. Баща му е от Наксос, а майка му - от Месолонги, като е потомка на героя от Гръцката война за независимост Христос Капсалис. Завършва гимназия в Кардица, където е преместен баща му. В 1891 година започва да учи в Медицинското училище в Атина. В 1892 година постъпва на служба в кавалерията, където служи десет години. В 1897 година участва в Гръцко-турската война като сержант от кавалерията, а на следващата година полага изпитите на Подофицерското училище. След три години обучение завършва като втори лейтенант (антипилархос), а по-късно завършва и Медицинското училище.
В 1905 година Атинският македонски комитет чрез солунското гръцко консулство израща Прандунас в Маядаг като офталмолог. В голямото турско село Прандунас лекува безплатно и бързо печели доверието на местните първенци. Същевременно действа като агент на гръцкото четническо движение. През октомври 1905 година четата на Георгиос Какулидис попада в засада и е разбита, а Какулидис заловен. На негово място през ноември 1905 година за главен гръцки капитан в райно на Ениджевардарското езеро е назначен Прандунас. Четата му се състои от 18 души и сержанта от конницата Тамвакис и действа от езерото до Паяк. На 11 декември 1905 година обединените гръцки чети на Ставрос Ригас, Михаил Анагностакос и Христос Прандунас нападат българското екзархийско село Аларе, на брега на езерото. Българската милиция в селото оказва силна съпротива, а ситуацията за андартите се влошава с появата на редовна османска войска. По инициатива на Прандунас гърците пробиват обръча като дават само трима убити и трима ранени. Прандунас е ранен в боя.
Според току-що пристигналия в района на езерото Панайотис Пападзанетеас през април 1906 година Прандунас получава задача да пресече пътя Енидже Вардар - Бер. Българска чета му прави засада на 21 април в местността Дълбина и Прандунас е убит. Според офицера от солунското гръцко консулство Димитриос Какавос, отговарящ за връзките с райноа на Ениджевардарското езеро, обаче „покойният Капсалис, силно потиснат от пасивното чакане в Ениджевардарското езеро и искащ да покаже жизненост в действията си, започна офанзива срещу вражеска колиба. Ръководител на това предприятие и изправен на първата щурмова лодка Капсалис пръв привлича вражеския огън и веднага е убит, а другите мъже се оттеглят и така изоставят ценния си водач.“ Командването е поето от Стерьос Даутис.
Пнадунас първоначално е погребан в Неохори, а по-късно останските му, за да не бъдат оскверени от българи, са преместени в малка църквичка край Гара Гида. След като района попада в Гърция след Балканските войни, останките му са пренесени в Атина. В 1929 година костите му са поставени в малка църква на 6-а военна болница. В Солун и Атина има кръстени на него улици. На Наксос, в центъра на Лехена и в Куфалово има негови бюстове.
Гоно Йотов описва събитията около смъртта му и след това:
| „ | ... гръцките сили в блатото получиха голям удар, когато български куршуми убиха един от най-чистите и най-войствени капитани - Капсалис Прадунас. Починалият Капсалис беше тръгнал да се връща в Гърция, но за негова зла съдба срещна на пътя си съединените чети на българите Лука и Апостол и така загина. Всички ние веднага тръгнахме на борба срещу противниците ни и в резултат убихме четирима комитаджии - 2 от Куфалово, 1 от Баровица и 1 от Корнишор. След смъртта на Капсалис шеф стана Матапас. | “ |